# Riff Reb’s

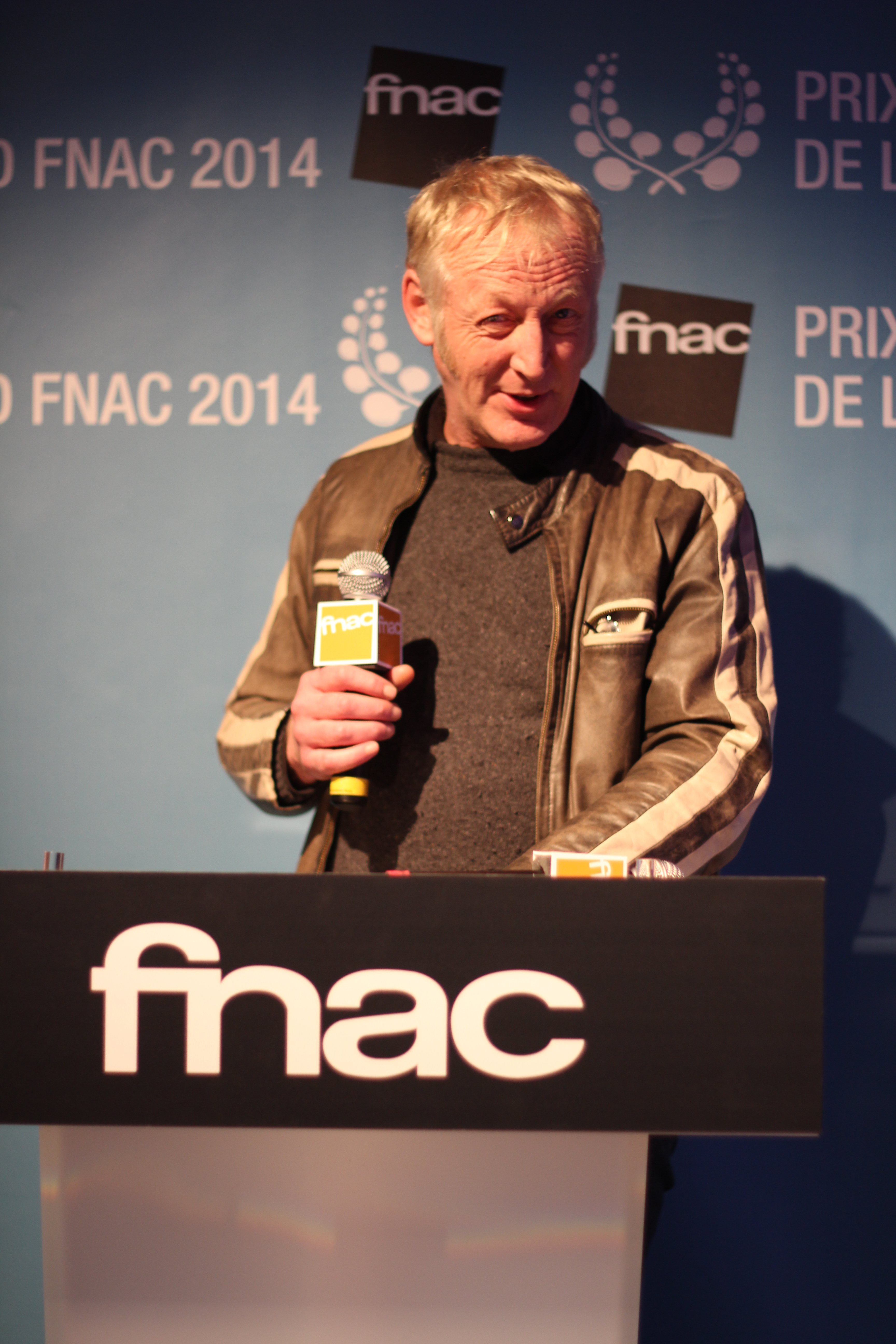
Riff Reb’s (2014)

Dominique Duprez alias Riff Reb’s (* 17. Dezember 1960 in Burdeau, Algerien) ist ein französischer Comiczeichner.
Bisher hat er Le Bal de la Sueur (1985), Parole de Diable (1990) und Myrtil Mistelzweig (1992, Myrtil Fauvette), mit dem er 1993 für den Max-und-Moritz-Preis nominiert war, veröffentlicht. 2010 erschien A Bord de l’Etoile Matutine (frei nach Pierre Mac Orlan), auf Deutsch als An Bord der „Morgenstern“, 2013 Le Loup des Mers (nach Jack London), auf Deutsch als Der Seewolf.
Mit seinen dynamischen Grafiken wurde Riff Reb’s zum Mitbegründer einer neuen Schule von Comic-Künstlern. 2003 bis 2005 war er Dozent beim von der Stadt Erlangen und dem Agenten Paul Derouet organisierten Deutsch-Französischen-Comic-Zeichner-Seminar in Erlangen und zeichnete eigens für das 20-Jahre-Seminarjubiläum das Album DéJà-Vu (JNK-Verlag) die Titelseite.
Heute lebt Dominique Duprez mit seiner Familie in Le Havre, Frankreich.